# Roberto Lazzari
Roberto Lazzari (Milano, 14 dicembre 1937 – Milano, 31 luglio 2017) è stato un nuotatore italiano.
Rivelò il proprio talento già da ragazzo, vincendo il primo titolo italiano a 16 anni e partecipando ai Giochi del Mediterraneo a 17, divenendo poi per molti anni il miglior ranista italiano e uno dei migliori in Europa; era competitivo anche nella farfalla, in un periodo in cui i due stili si erano separati da poco tempo.
Ha vinto due medaglie agli Europei di Budapest, argento nei 200 m rana e bronzo nella staffetta 4 x 100 mista con Gilberto Elsa, Federico Dennerlein e Paolo Pucci.

## Palmarès
| Giochi olimpici          | 200 m rana     | ---            | 4 x 100 m mista                  |
| 1960 Roma Italia         | 5º 2'40"1      | ---            | 6º - 4'17"2 frazione: 1'12"7     |
| Campionati europei       | 200 m rana     | ---            | 4 x 100 m mista                  |
| 1958 Budapest Ungheria   | Argento 2'41"3 | ---            | Bronzo: 4'21"9 frazione: 1'13"5  |
| 1962 Lipsia Germania Est | ---            | ---            | 8º - 4'19"8 :                    |
| Giochi del Mediterraneo  | 200 m rana     | 200 m farfalla | 4 x 100 m mista                  |
| 1955 Barcellona Spagna   | Bronzo 2'52"3  | Argento 2'44"3 | Argento: 4'43"4 frazione: 1'16"8 |
| 1959 Beirut Libano       | Oro 2'48"7     | ---            | Oro: 4'27"1 :                    |
| Universiadi              | 200 m rana     | ---            | 4 x 100 m mista                  |
| 1959 Torino Italia       | Argento 2'42"9 | ---            | Oro: 4'20"4 :                    |

### Campionati italiani
17 titoli individuali e 6 in staffette, così ripartiti:
- 3 nei 100 m rana
- 12 nei 200 m rana
- 1 nei 100 m farfalla
- 1 nei 200 m farfalla

6 nella 4 x 100 m mista
nd= non disputati
| Anno | Edizione    | 100 m rana | 200 m rana | 100 m farfalla | 200 m farfalla | 4x100 m mista |
| ---- | ----------- | ---------- | ---------- | -------------- | -------------- | ------------- |
| 1954 | Estivi      | nd         | 1          | nd             | -              | -             |
| 1955 | Primaverili | nd         | 1          | 1              | nd             | 1             |
| 1955 | Estivi      | nd         | 1          | nd             | 1              | -             |
| 1956 | Primaverili | nd         | 1          | nd             | -              | 1             |
| 1956 | Estivi      | nd         | 1          | nd             | -              | -             |
| 1957 | Estivi      | nd         | 1          | nd             | -              | -             |
| 1958 | Primaverili | nd         | 1          | nd             | -              | -             |
| 1958 | Estivi      | nd         | 1          | nd             | -              | -             |
| 1959 | Primaverili | nd         | 1          | nd             | -              | 1             |
| 1960 | Primaverili | nd         | 1          | nd             | -              | -             |
| 1960 | Estivi      | nd         | 1          | nd             | -              | -             |
| 1961 | Primaverili | 1          | -          | -              | -              | -             |
| 1962 | Primaverili | 1          | 1          | -              | -              | 1             |
| 1962 | Estivi      | 1          | -          | -              | -              | -             |
| 1963 | Estivi      | -          | -          | -              | -              | 1             |
| 1965 | Estivi      | -          | -          | -              | -              | 1             |